# Sōshō
Sōshō (宗性), 1202-1278, était un moine bouddhique japonais de l’école Kegon.

## Biographie
Quelques documents d’archives renseignent sur la vie de Sōshō. Il était un moine Kegon qui entra en religion au Tōdai-ji à l’âge de treize ans, en 1214. Officiant d’abord comme supérieur et conférencier du Sonshō-in, un temple secondaire du Tōdai-ji, il devint l’un des principaux moines du temple, jusqu’à assurer un temps la fonction de bettō (supérieur). Après la mort du moine Jōkei, sa foi évolua et il se dévoua au bouddha Maitreya et à sa Terre pure.
Sōshō était un moine érudit et brillant qui reste connu pour avoir enseigné les doctrines Kegon ainsi que d’autres écoles bouddhiques à de nombreux élèves brillants, dont Gyōnen. Ces deux moines ainsi qu’Enshō permirent le renouveau du Kegon et du Tōdai-ji au XIIIe siècle, par la recherche de dogmes plus éclectiques qui intégraient des pratiques ou rituels d’autres écoles, Zen, Shingon, Ritsu ou de la Terre pure,. Plus précisément, c’est Gyōnen qui prêcha cette nouvelle approche du Kegon sous l’impulsion de l’enseignement de Sōshō.

## Sources
1. ↑  (en) Mikaël Bauer, « The Yuima-e as Theater of the State », Japanese Journal of Religious Studies, vol. 38, no 1,‎ 2011, p. 161-179 (lire en ligne)
2. 1 2 3  (en) Mark L. Blum, The Origins and Development of Pure Land Buddhism : A Study and Translation of Gyonen’s Jodo Homon Genrusho : A Study and Translation of Gyonen’s Jodo Homon Genrusho, Oxford University Press, 2002, 470 p. (ISBN 978-0-19-512524-5, lire en ligne), p. 60-63
3. ↑  (en) Religion in Japanese History, Columbia University Press, 1966, 475 p. (ISBN 978-0-231-02838-7, lire en ligne), p. 104-105
4. ↑  (en) Imre Hamar et al., Reflecting Mirrors : Perspectives on Huayan Buddhism, Wiesbaden, Otto Harrassowitz Verlag, 2007, 410 p. (ISBN 978-3-447-05509-3, lire en ligne), p. 309-320